# Nianta Diarra
Nianta Diarra, né le 18 avril 1993 à Bamako au Mali, est un joueur malien de basket-ball. Il évolue aux postes d'ailier fort et de pivot.

## Biographie
Nianta Diarra nait à Bamako, et arrive en France à l'âge de 7 ans. Il se fait repérer par Le Havre qui le fait venir pour évoluer en espoirs entre 2011 et 2013.
À partir de la saison 2010-2011, Nianta Diarra est formé au STB Le Havre, club avec lequel il dispute 3 saisons avec les espoirs.
Il signe son premier contrat professionnel avec Hyères-Toulon Var Basket en 2014-2015, avant de retrouver Le Havre pour signer un contrat en juin 2014 pour une durée de 2 ans.
Lors de sa première saison, Nianta Diarra dispute 19 matchs, pour des moyennes par match de 2,3 points, 2,1 rebonds, et 0,3 passe décisive en 6 minutes.
En quête de temps de jeu, il finit la saison en Pro B avec le club de Basket Club Souffelweyersheim. Il y reste jusqu'à l'issue de la saison 2015-2016. Son passage au club reste, à ce jour la meilleure période de sa carrière en termes statistiques.
Sa bonne saison avec Basket Club Souffelweyersheim lui permet de retrouver la Pro A, et de s'engager avec Olympique d'Antibes Juan-les-Pins.
Avec le club d'Antibes, Diarra joue 2 saisons, et après un premier exercice moyen, lors de la saison 2016-2017, voit son temps de jeu considérablement augmenter lors de la saison suivante. En effet, lors de la saison 2017-2018, Nianta Diarra compile pour un temps de jeu de 20 minutes, 5,9 points, 4,8 rebonds à 55,6 % de réussite aux tirs.
Il s'engage par la suite avec le club de Boulazac, avec lequel son temps de jeu diminue (14,2 minutes, contre 20,1 la saison précédente). À l'issue de la saison 2018-2019, Nianta Diarra s'engage avec Cholet Basket.
En octobre 2019, Nianta Diarra arrive à Cholet. Ses statistiques en 22 matchs sont 5,3 points, 3,1 rebonds pour 6,9 d’évaluation, en un peu plus de 13 minutes de jeu. En mai 2020, il prolonge de 2 ans avec le club.

## Équipe nationale
Il participe aux qualifications pour la Coupe du monde FIBA de basketball 2019 avec le Mali, qui se qualifie pour le second tour après avoir terminé 3ème du groupe B, derrière le Nigeria et le Rwanda.
Le second tour voit l'équipe du Mali terminer à la dernière place du groupe F, après avoir espéré jusqu'au bout, et une ultime défaite face à la Côte d'Ivoire 69-49 (qui permet à ces derniers de se qualifier pour la Coupe du monde 2019 en qualité de meilleur troisième devant le Cameroun).
Nianta Diarra est titulaire contre la Côte d'Ivoire au poste d'ailier fort.